# 鯨伏村
鯨伏村（いさふしむら）は、長崎県壱岐郡にあった村。1955年（昭和30年）に北隣の勝本町と合併し、改めて発足した勝本町の一部となった。
現在の壱岐市勝本町の南部にあたる。

## 地理
壱岐島の北東部に位置する。
- 山：神通の辻、火箭の辻、岳の山、本宮山
- 島嶼：手長島、黒ヶ島、雪の島
- 河川：御手洗川、刈田院川、二ノ坂川、坂様川
- 港湾：湯ノ本湾、片苗湾

## 沿革
平安時代中期に編纂された『和名類聚抄』によれば、壱岐島壱岐郡七郷の1つとして当村域の一帯を「鯨伏郷」と称したとされ、鯨伏村の名はこの郷名より名付けられた。当村の大字立石仲触の小字として鯨伏（いそうし）の地名が存在するが、由来は不詳である。
- 1889年（明治22年）4月1日 - 町村制施行により、立石村・本宮村が合併し壱岐郡鯨伏村が発足。
- 1955年（昭和30年）
  - 2月1日 - 沼津村との間の境界変更[4]。
  - 2月11日 - 勝本町と合併して改めて勝本町が発足し、鯨伏村は自治体として消滅。

## 地名
鯨伏村では大字（立石・本宮）を冠称した触・浦を行政区域とする。
大字立石
- 上場触（うわば）
- 仲触[6]
- 西触[7]
- 東触[8]
- 布気触（ふけ）
- 南触[9]
- 湯野本浦[10]
- 百合畑触（ゆりはた、ゆりばたけ）

大字本宮（ほんぐう）
- 仲触[11]
- 西触[12]
- 東触[13]
- 南触[14]

## 名所・旧跡
- カラカミ遺跡
- 壱岐古墳群
  - 対馬塚古墳（大字立石東触）
  - 双六古墳（大字立石東触）
  - 掛木古墳（大字立石百合畑触）
  - 笹塚古墳（大字立石布気触）
- 湯ノ本温泉